# Kotochika
Kotochika（コトチカ）は、京都市交通局が運営する駅ナカ商業施設。京都府京都市内を走る京都市営地下鉄の京都駅、山科駅、四条駅、烏丸御池駅、北大路駅に設置されている。

## 概要

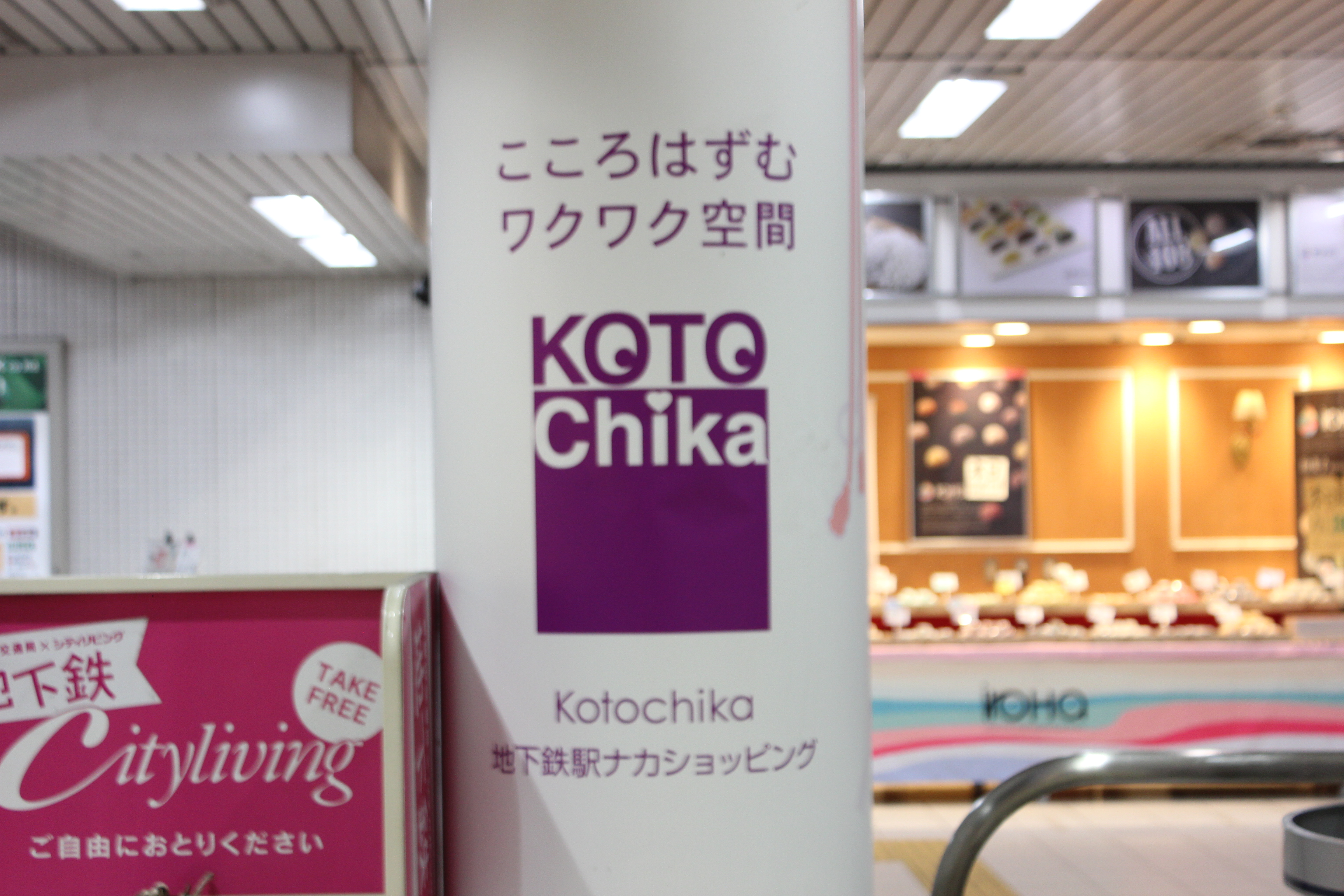
「Kotochika」のロゴマーク

想定顧客層は20代から40代の女性で、イメージキャラクターとして「コト」「チカエ」「ゴウ」と名付けられた3姉妹が設定されている。
2009年、京都市は市営地下鉄の増収策を打ち出した。地下鉄はバブル期の資材高騰の影響で建設費がかさみ、2009年時点でも約3000億円の債務が残っていた。2008年度の決算時点で地下鉄の資金不足比率は133.5%となり、基準を大幅に上回ったことから、地下鉄事業の経営健全化団体指定が確定した。これに伴い、同年施行された財政健全化法に基づく経営健全化計画の提出を求められた市は、既に取り組んでいたオリジナルグッズの販売や、商業施設の誘致といった駅構内の商業利用をさらに推し進め、四条駅を改修して作った空間を店舗スペースとして活用することにした。整備費用は地域活性化・経済危機対策臨時交付金として京都市に交付された22億円の一部を充当することになった。
市は2010年2月から出店者を募集、8店舗の募集に対し25店舗の応募が集まった。4月には出店予定の8店舗を発表した。出店店舗の一つ、クリスピー・クリーム・ドーナツは京都府初出店となった。7月には古都京都の地下の意味をこめ、愛称を「Kotochika」と決定した。
2010年10月1日に開業、出店店舗の一つであるクリスピー・クリーム・ドーナツには400人の行列ができ、最大4時間待ちの盛況となった。開業効果で四条駅の乗降客は最初の3日間が前年同期比で1日6500人、月末の集計でも4000人増加した。駅ナカ事業の好調もあり、2010年度、市営地下鉄は43億円の黒字を記録した。
2011年5月には烏丸御池駅にもKotochika御池が開業した。年初には市は京都駅も改修してKotochikaを設ける方針を決め、出店募集に対して60店が応募した。この年、市は駅ナカビジネスで4億4500万円の収入をあげ、想定以上に経営改善が進んだとして、2012年1月、京都市は2013年度までの実施を予定していた運賃値上げを2014年度以降に先送りすると発表した。
2012年9月にはKotochika京都の北改札口側の区画が開業、西日本初出店となるアンティ・アンズなど6店舗が開店した。翌10月には市長の門川大作がKotochikaを山科駅と北大路駅にも設ける方針を表明。山科駅は2014年、北大路駅は2018年にそれぞれ開業した。2017年には、Kotochika全体における売上が10億円に達している。

## 沿革
- 2010年（平成22年）10月1日 - Kotochika四条開業。
- 2011年（平成23年）5月16日 - Kotochika御池開業。
- 2012年（平成24年）9月25日 - Kotochika京都北改札側が開業。
- 2013年（平成25年）3月1日 - Kotochika京都中央改札口側開業。
- 2014年（平成26年）10月10日 - Kotochika山科開業。
- 2017年（平成29年）3月25日 - Kotochika京都南エリア開業[27]。
- 2018年（平成30年）3月19日 - Kotochika北大路開業[28]。

## 主な店舗

### Kotochika四条
- 成城石井（地下2階）
- ココカラファイン
- 青山フラワーマーケット
- INDEX
- 駅ナカスイーツ
- 志津屋
- 星乃珈琲店（地下2階）
- ラフィネ（地下2階）

### Kotochika京都
北改札エリア
- JINS
- ガーランドオブデュウ
- アパートバイローリーズ
- ロクシタン
- Yショップ

中央改札エリア
- 成城石井
- 志津屋
- 小川珈琲

南改札エリア
- 辻利
- セブン-イレブンハート・イン

### Kotochika御池
- スターバックス
- ローソン[29]
- ココカラファイン
- 大垣書店（改札内）
- 志津屋 - 改札内に2店舗。連絡通路にあるサテライトは平日のみ営業。
- ラフィネ（改札内）

### Kotochika北大路
- デイリーヤマザキ
- ココカラファイン